# Threlkeldia
Threlkeldia es un género de plantas fanerógamas  pertenecientes a la familia Amaranthaceae. Comprende 8 especies descritas y de estas, solo dos aceptadas.

## Taxonomía
El género fue descrito por Robert Brown, en honor al clérigo disidente Caleb Threlkeld y publicado en Prodromus Florae Novae Hollandiae 409. 1810. La especie tipo es: Threlkeldia diffusa R. Br.	

## Especies aceptadas
A continuación se brinda un listado de las especies del género Threlkeldia aceptadas hasta octubre de 2012, ordenadas alfabéticamente. Para cada una se indica el nombre binomial seguido del autor, abreviado según las convenciones y usos.
- Threlkeldia diffusa R.Br.
- Threlkeldia inchoata (J.M.Black) J.M.Black